# Ксеник Іван Афанасійович
Іван Афанасійович Ксеник (10 лютого 1927, с. Косиківці, Україна — 19 серпня 2012, смт Коропець, Україна) — український педагог, громадський діяч.

## Життєпис
Іван Ксеник народився 10 лютого 1927 року у селі Косиківцях, нині Новоушицької громади Кам'янець-Подільського району Хмельницької области України.
Закінчив Львівський університет (1957). Працював директором Коропецької школи-інтернату для дітей-сиріт (1958—1993), директором Коропецького ПТУ № 34 (1993—?), заступником голови Коропецької селищної ради.
Помер 19 серпня 2012 року.

## Нагороди
- заслужений вчитель УРСР (1973),
- орден Трудового Червоного Прапора (1966),
- медаль А. Макаренка (1968),
- орден «За мужність» (2003),
- орден «За заслуги» III ступеня (2002)[1],
- почесний громадянин смт Коропець.